# Vanessa Gilles
Vanessa Brigitte Gilles (11 de marzo de 1996) es un jugadora de fútbol canadiense que juega como defensora para Girondins de Burdeos Femenino y en la selección femenina de fútbol de Canadá.

## Inicios
Originalmente empezó jugando al tenis, en su adolescencia, abandonando este deporte para comenzar a jugar al fútbol. Después de intentar brevemente jugar como guardameta, se convirtió defensora. Jugó para FC Capital United en Ottawa, Ontario, ganando un título de liga en 2013. En los Juegos Olímpicos de Verano de Canadá de 2013, ganó una medalla de bronce con Equipo Ontario.
Luego jugó para el Cincinnati Bearcats en los Estados Unidos desde 2014 hasta 2017. En 2015 fue nombrada la defensora más destacada de la American Athletic Conference y, en 2016, se convirtió en la primera atleta femenina de Bearcats en ganar premios al primer equipo de la conferencia, tanto en la pretemporada como en la postemporada en la historia de la American Athletic Conference. En 2017, nombrada cojugadora defensiva del año de la American Athletic Conference. Cuando ganó la medalla de oro Olímpica en los Juegos Olímpicos de Tokio 2020, se convirtió en la quinta atleta en la historia de los Bearcats en lograr tal hazaña.

## Carrera en clubes

### 2017: West Ottawa SC
En mayo de 2017, se unió a West Ottawa SC de la Liga1 Ontario. Donde marcó 2 goles en 9 participaciones en la temporada regular, y fue seleccionada para el tercer equipo de la Liga1 Ontario All-start de 2017. También fue seleccionada para representar a All-Star game de la Liga1 Ontario en el contra el Equipo Ontario el equipo que compitió en los Juegos de Canadá de 2017.

### 2018: Apollon Limassol
En enero de 2018, firmó contrato a corto plazo con el Apollon Limassol de la primera división Chipriota. Hizo su debut profesional para el club el 14 del mismo mes, en partido que terminó 1–1 contra el Anorthosis Famagusta. En la temporada regular marcó 10 goles en 11 apariciones y fue convocada en 3 ocasiones en la copa femenina de Chipre, donde ayudó a que su club gané la final contra Pyrgos Limassol en penaltis.

### 2018–presente: Bordeaux
En julio de 2018, firmó un contrato de dos años con el Girondins de Bordeaux de la División 1 Féminine. En mayo de 2020 firmó una extensión de contrato por 2 años.

## Carrera internacional
A pesar de que nacido en Quebec, Gilles pudo jugar para Francia porque su padre nació en París. En noviembre de 2018, fue convocada al campamento de Francia U23 jugando con Les Bleues en una victoria 5–2 contra Bélgica.
El 18 de enero de 2019 hizo su debut no oficial para Canadá en un amistoso a puertas cerradas contra Suiza. El 10 de noviembre, hizo su debut oficial en una victoria 3-0 en contra Nueva Zelanda en el torneo internacional Youngchuan de 2019.
Fue convocada al equipo nacional canadiense para los Juegos Olímpicos de Tokio 2020. Convirtió el penaltis decisivo para Canadá en la tanda de penaltis los cuartos de final contra Selección Femenina de Fútbol de Brasil. A pesar de que él falló un penalti en la tanda de penales en la final contra Suecia, Canadá ganó el partido obteniendo la medalla dorada.

## Honores

### Club
- Copa femenina chipriota: 2018[17][18]
- Medalla de Oro en Tokio 2020

### Individual
- Mejor Once de la Concacaf (IFFHS): 2022[19]